# Phường 2, Phú Nhuận
Phường 2 là một phường thuộc quận Phú Nhuận, Thành phố Hồ Chí Minh, Việt Nam.
Phường 2 có diện tích 0,37 km², dân số năm 2021 là 10.820 người,  mật độ dân số đạt 29.243 người/km².